# Giro di Svizzera 1957
Il Giro di Svizzera 1957, ventunesima edizione della corsa, si svolse dal 12 al 19 giugno 1957 per un percorso totale di 1 567,6 km, con partenza e arrivo a Zurigo. Il corridore italiano Pasquale Fornara si aggiudicò la corsa concludendo in 44h32'16".
Dei 66 ciclisti alla partenza arrivarono al traguardo in 45, mentre 21 si ritirarono.

## Tappe
| Tappa  | Data      | Percorso                        | km      | Vincitore di tappa | Leader cl. generale |
| ------ | --------- | ------------------------------- | ------- | ------------------ | ------------------- |
| 1ª     | 12 giugno | Zurigo > Thalwil                | 223     | Max Schellenberg   | Max Schellenberg    |
| 2ª     | 13 giugno | Thalwil > Basilea               | 215     | Ernst Traxel       | Max Schellenberg    |
| 3ª     | 14 giugno | Basilea > La Chaux-de-Fonds     | 196     | Stefano Gaggero    | Pasquale Fornara    |
| 4ª     | 15 giugno | La Chaux-de-Fonds > Berna       | 213     | Edgard Sorgeloos   | Pasquale Fornara    |
| 5ª-1ª  | 16 giugno | Berna > Berna (cron. a squadre) | 14,6    | Pasquale Fornara   | Pasquale Fornara    |
| 5ª-2ª  | 16 giugno | Berna > Lucerna                 | 103     | Roger Van Damme    | Pasquale Fornara    |
| 6ª     | 17 giugno | Lucerna > Lugano                | 207     | Rolf Graf          | Pasquale Fornara    |
| 7ª     | 18 giugno | Lugano > Vaduz (LIE)            | 204     | Colombo Cassano    | Pasquale Fornara    |
| 8ª     | 19 giugno | Vaduz (LIE) > Zurigo            | 192     | Heinz Müller       | Pasquale Fornara    |
| Totale | Totale    | Totale                          | 1 567,6 |                    |                     |

## Dettagli delle tappe

### 1ª tappa
- 12 giugno: Zurigo > Thalwil – 223 km

Risultati
| Pos. | Corridore        | Squadra    | Tempo    |
| ---- | ---------------- | ---------- | -------- |
| 1    | Max Schellenberg | König      | 6h08'47" |
| 2    | Pasquale Fornara | Cilo       | a 30"    |
| 3    | Hilaire Couvreur | Peugeot-BP | s.t.     |

### 2ª tappa
- 13 giugno: Thalwil > Basilea – 215 km

Risultati
| Pos. | Corridore         | Squadra    | Tempo    |
| ---- | ----------------- | ---------- | -------- |
| 1    | Ernst Traxel      | Tigra      | 5h42'53" |
| 2    | Raphaël Géminiani | Cilo       | a 30"    |
| 3    | Edgard Sorgeloos  | Peugeot-BP | s.t.     |

### 3ª tappa
- 14 giugno: Basilea > La Chaux-de-Fonds – 196 km

Risultati
| Pos. | Corridore        | Squadra    | Tempo    |
| ---- | ---------------- | ---------- | -------- |
| 1    | Stefano Gaggero  | Carpano    | 5h35'23" |
| 2    | Lothar Friedrich | König      | a 30"    |
| 3    | Edgard Sorgeloos | Peugeot-BP | s.t.     |

### 4ª tappa
- 15 giugno: La Chaux-de-Fonds > Berna – 213 km

Risultati
| Pos. | Corridore        | Squadra    | Tempo    |
| ---- | ---------------- | ---------- | -------- |
| 1    | Edgard Sorgeloos | Peugeot-BP | 6h02'36" |
| 2    | Heinz Müller     | Feru       | a 30"    |
| 3    | Emil Reinecke    | Feru       | s.t.     |

### 5ª tappa-1ª semitappa
- 16 giugno: Berna > Berna – Cronometro a squadre – 14,6 km

Risultati
| Pos. | Corridore         | Squadra | Tempo  |
| ---- | ----------------- | ------- | ------ |
| 1    | Pasquale Fornara  | Cilo    | 19'37" |
| 2    | Raphaël Géminiani | Cilo    | s.t.   |
| 3    | Erwin Schweizer   | Cilo    | s.t.   |

### 5ª tappa-2ª semitappa
- 16 giugno: Berna > Lucerna – 103 km

Risultati
| Pos. | Corridore       | Squadra    | Tempo    |
| ---- | --------------- | ---------- | -------- |
| 1    | Roger Van Damme | Peugeot-BP | 2h33'29" |
| 2    | Erwin Schweizer | Cilo       | a 30"    |
| 3    | Stefano Gaggero | Carpano    | s.t.     |

### 6ª tappa
- 17 giugno: Lucerna > Lugano – 207 km

Risultati
| Pos. | Corridore       | Squadra | Tempo    |
| ---- | --------------- | ------- | -------- |
| 1    | Rolf Graf       | Allegro | 6h20'35" |
| 2    | Hans Junkermann | Feru    | a 30"    |
| 3    | Attilio Moresi  | Mondia  | a 42"    |

### 7ª tappa
- 18 giugno: Lugano > Vaduz (LIE) – 204 km

Risultati
| Pos. | Corridore       | Squadra | Tempo    |
| ---- | --------------- | ------- | -------- |
| 1    | Colombo Cassano | Carpano | 6h10'49" |
| 2    | Franz Wüest     | Tigra   | a 34"    |
| 3    | Hans Andresen   | Imholz  | a 2'21"  |

### 8ª tappa
- 19 giugno: Vaduz (LIE) > Zurigo – 192 km

Risultati
| Pos. | Corridore        | Squadra    | Tempo    |
| ---- | ---------------- | ---------- | -------- |
| 1    | Heinz Müller     | Feru       | 5h30'21" |
| 2    | Edgard Sorgeloos | Peugeot-BP | a 30"    |
| 3    | Erwin Schweizer  | Cilo       | s.t.     |

## Classifiche finali

### Classifica generale
| Pos. | Corridore        | Squadra    | Tempo     |
| ---- | ---------------- | ---------- | --------- |
| 1    | Pasquale Fornara | Cilo       | 44h32'16" |
| 2    | Edgard Sorgeloos | Peugeot-BP | a 1'21"   |
| 3    | Attilio Moresi   | Mondia     | a 1'42"   |
| 4    | Hans Junkermann  | Feru       | a 2'14"   |
| 5    | Lothar Friedrich | König      | a 2'45"   |
| 6    | Hilaire Couvreur | Peugeot-BP | a 3'00"   |
| 7    | Carlo Clerici    | Condor     | a 8'47"   |
| 8    | Nino Assirelli   | Cilo       | a 11'35"  |
| 9    | Raymond Reisser  | König      | a 13'20"  |
| 10   | Adolf Christian  | Carpano    | a 13'40"  |

### Classifica scalatori
| Pos. | Corridore        | Squadra    | Punti |
| ---- | ---------------- | ---------- | ----- |
| 1    | Pasquale Fornara | Cilo       | 41    |
| 2    | Lothar Friedrich | König      | 35,5  |
| 3    | Attilio Moresi   | Mondia     | 33    |
| 4    | Edgard Sorgeloos | Peugeot-BP | 31,5  |
| 5    | Hilaire Couvreur | Peugeot-BP | 25    |

### Classifica a punti
| Pos. | Corridore        | Squadra    | Punti |
| ---- | ---------------- | ---------- | ----- |
| 1    | Edgard Sorgeloos | Peugeot-BP | 30    |
| 2    | Lothar Friedrich | König      | 70    |
| 3    | Pasquale Fornara | Cilo       | 70    |
| 4    | Attilio Moresi   | Mondia     | 75    |
| 5    | Hans Junkermann  | Feru       | 86    |

### Classifica squadre
| Pos. | Squadra         | Tempo      |
| ---- | --------------- | ---------- |
| 1    | Peugeot-BP      | 133h46'44" |
| 2    | Cilo-Toscanelli | a 11'40"   |
| 3    | Carpano-Coppi   | a 30'32"   |
| 4    | Condor          | a 40'48"   |
| 5    | Feru-Underberg  | a 56'36"   |